# Gieorgij Sidamonidze
Gieorgij Konstantinowicz Sidamonidze, ros. Георгий Константинович Сидамонидзе, gruz. გიორგი სიდამონიძე (ur. 14 grudnia?/26 grudnia 1896 w Gori, zm. 22 maja 1971 w San Francisco) – rosyjski wojskowy (generał), dowódca Brygady Rosyjskiej wojsk chińskich na początku lat 20. XX wieku.
W 1915 r. ukończył 1 szkołę praporszczików w Tyflisie. Brał udział w I wojnie światowej. Służył w 299 Pułku Piechoty. Awansował na sztabskapitana. Latem 1918 r. wstąpił do wojsk Białych na Syberii. Służył w 1 Pułku Ludowym w Ufie. Następnie został feldfeblem w kompanii oficerskiej 13 Ufimskiego Pułku Strzeleckiego. Pod koniec sierpnia tego roku awansował na kapitana. Od połowy grudnia 1919 r. w stopniu podpułkownika dowodził 13 Ufimskim Pułkiem Strzeleckim. Uczestniczył w Syberyjskim Marszu Lodowym. W połowie marca 1920 r. w stopniu pułkownika został dowódcą 4 Ufimskiego Pułku Strzeleckiego. Od listopada tego roku dowodził 2 Ufimską Dywizją Strzelecką, na czele której wycofał się na Przymorze. W marcu 1921 r. objął dowództwo Ufimskiego Pułku Strzeleckiego. Uczestniczył w Marszu Chabarowskim. Od stycznia 1922 r. dowodził 4 Pułkiem Ufimskim. W połowie sierpnia tego roku stanął na czele 4 Ufimskiej Drużyny Pieszej, przeformowanej w Batalion Ufimski. Dwukrotnie był ranny. Na początku listopada tego roku na czele swojego oddziału przeszedł granicę z Chinami. Zamieszkał w Mandżurii. W 1923 r. w prowincji Jilin w stopniu generała majora został dowódcą Brygady Rosyjskiej w składzie wojsk chińskich marsz. Zhanga Zuolina. Występował jako „generał Xidama”. W latach 30. wyemigrował do USA.